# Wilhelm Theodor Elwert
Wilhelm Theodor Elwert (* 20. Dezember 1906 in Stuttgart; † 12. Februar 1997 in Mainz) war ein deutscher Romanist, Literaturwissenschaftler und Sprachwissenschaftler.

## Leben
W. Theodor Elwert verbrachte seine Kindheit in Italien. 1915 kam er nach Deutschland. Elwert studierte Romanistik und Anglistik an der Universität Lausanne bei René Bray, Pierre Gillard, René Papin, an der Albert-Ludwigs-Universität Freiburg bei Hanns Heiß, Philipp August Becker, Heinrich Kuen und an der Ludwig-Maximilians-Universität München bei Max August Förster, Karl Vossler und Hans Rheinfelder.
Nach Lektorat in Pisa und Tätigkeit an der Biblioteca Hertziana in Rom, promovierte er 1934 bei Vossler mit einer von Heiß angeregten Untersuchung über Geschichtsauffassung und Erzähltechnik in den historischen Romanen F.D. Guerrazzis (Halle 1935) und habilitierte sich 1941 bei Gerhard Rohlfs über Die Mundart des Fassa-Tals (Heidelberg 1943). Elwert war zum 1. Februar 1934 in die Ortsgruppe Livorno der NSDAP/AO eingetreten (Mitgliedsnummer 3.402.209), während seiner Tätigkeit in Rom am Kaiser-Wilhelm-Institut für Kulturwissenschaft wurde er Blockwalter der Partei unter dem Institutsleiter Werner Hoppenstedt.
Seit 1953 lehrte Elwert als ordentlicher Professor in der Nachfolge von Eugen Lerch das Fach Romanische Philologie an der Universität Mainz, wo er 1974 emeritiert wurde. Er publizierte u. a. Studien zur italienischen, französischen und provenzalischen Literatur vor allem der Renaissance und des Barocks, weiters zur französischen und italienischen Verslehre.

## Veröffentlichungen
- Die Mundart des Fassa-Tals. (Ladinische Sprache) Winter, Heidelberg 1943, 2. Auflage. 1972
- Studi di letteratura veneziana. 1958.
- Das zweisprachige Individuum. Ein Selbstzeugnis. Mainz 1959 (= Abhandlungen der geistes- und sozialwissenschaftlichen Klasse der Akademie der Wissenschaften und der Literatur in Mainz. Jahrgang 1959, Nr. 6)
- Die französische Metrik. München 1961, 4. Auflage. 1978 (frz. Ausgabe Paris 1965)
- La poesia lirica italiana del seicento. 1967.
- Die italienische Metrik. München 1968 (it. Ausgabe Firenze 1973), 2. Auflage. 1984.
- Studien zu den romanischen Sprachen und Literaturen. Steiner, Stuttgart
  - Aufsätze zur italienischen Lyrik. Band I. 1968.
  - Italienische Dichtung und europäische Literatur. Teil 1. Band II. 1969.
  - Saggi di letteratura italiana. Band III. 1970.
  - Die Mundart des Fassa-Tals. Band V.
  - Italienische Dichtung und europäische Literatur. Teil 2. Band VII.
  - Sprachwissenschaftliches und Literarhistorisches. Band VIII.
- Die romanischen Sprachen und Literaturen. Beck, München 1979, ISBN 3-406-05721-7.
- Die italienische Literatur des Mittelalters. Dante, Petrarca, Boccaccio.  Francke, München 1980, ISBN 3-7720-1296-5.

## Nachruf
- Klaus Ley in: Italienisch. Zeitschrift für italienische Sprache und Literatur 19, 1997, S. 166–168.